# Audax Renovables
Audax Renovables SA è una società spagnola con sede a Badalona (in Catalogna) la cui attività si divide fra la commercializzazione di luce e gas naturale e la generazione di elettricità 100% rinnovabile. Quotata alla Borsa di Madrid è presente in 9 Paesi, fra Europa e Centroamerica. Nel 2019 ha fornito un quantitativo di energia pari a 9,9 TWh.

## Storia
Audax Renovables è il risultato della fusione di due società Audax Renovables (denominata Fersa fino al 2017), operante nella generazione di energia rinnovabile fin dal 2000, anno della sua fondazione e Audax Energía, compagnia attiva nella commercializzazione di luce e gas.
L’operazione, tecnicamente una fusione per incorporazione, ha sancito l’assorbimento della seconda (Audax Energía) da parte della prima (Audax Renovables). Alla presidenza vi è Francisco José Elías Navarro. Il Gruppo Audax Renovables, oltre a quello spagnolo, è presente nei mercati energetici di 6 Paesi europei. L’espansione internazionale ha seguito la seguente traiettoria: 
- 2013, fondazione di Audax Portogallo[3]
- 2014, creazione di Audax Energia
- 2015, costituzione di Audax Energie GmbH[4], in Germania
- 2016, ingresso nel mercato della Polonia con l’acquisizione della società Deltis Energia[5]
- 2017, ingresso nel mercato dei Paesi Bassi con l’acquisizione della società MAIN Energie[6]
- 2020, l’acquisizione del 100% del capitale sociale della E.ON Energiakereskedelmi Kft permette l’ingresso nel mercato ungherese[7].

Per quanto riguarda il mercato spagnolo, nel 2018 si registra l’acquisizione della società energetica andalusa UniEléctrica.
In merito alle attività di generazione di energia da fonti rinnovabili (eolico e fotovoltaico) Audax Renovables attualmente possiede: 
- Parco eolico di Beausemblant (12MW) in Francia
- Parco eolico di Postolin (34MW) in Polonia
- Parco eolico di Toabré (66MW, prima fase) a Panama′ con Parchi eolici in Spagna (139MW totali)

È prevista la costruzione di otto impianti fotovoltaici in Spagna per un totale di 40MW. Quattro di questi saranno situati vicino a Toledo (La Zarzuela I, La Zarzuela II, La Zarzuela III e La Zarzuela IV) e dalla capacità di 5 MW ciascuno; altri quattro nei pressi di Guadalajara (Las Alberizas I, Las Alberizas II, Las Alberizas III e Las Alberizas IV), anch’essi con capacità di 5 MW ciascuno. 
Dal 2018 in poi, Audax Renovables ha condotto diverse operazioni per la compravendita di energia rinnovabile da fotovoltaico a medio-lungo periodo servendosi dei cosiddetti accordi PPA – Power Purchase Agreement.
Nel marzo del 2018, è stato siglato un PPA fra Audax Renovables e Cox Energy che prevedeva la copertura di 660MW di potenza installata, sufficiente per distribuire 1.300 GWh all’anno di energia rinnovabile. A questo sono seguiti:
- febbraio 2018, PPA con WELink per un totale di 708 MW di potenza installata per gli impianti di Solara 4 e Ourika (in Portogallo); il contratto ha una durata di 20 anni;[10]
- luglio 2019, PPA con la norvegese Statkraft per la fornitura annuale di 525 GWh di elettricità da fotovoltaico per un periodo di 10 anni e 6 mesi;[11]
- novembre 2019, accordo con la tedesca Innogy per l’acquisto di 100 GWh all’anno di elettricità green generata da solare fotovoltaico. L’energia proviene dall’impianto fotovoltaico da 50 MW di Alarcos, in Spagna.[12]

Nel settembre 2020, Audax Renovables ha lanciato la sua prima emissione di green bond per una cifra pari a 20 milioni di euro. L’operazione si iscrive all’interno del programma di obbligazioni a reddito fisso del MARF, il Mercado Alternativo de Renta Fija (“Programa de Bonos del MARF”), per un importo nominale massimo di 400 milioni di euro che Audax ha stabilito nel mese di luglio. Questa prima emissione di obbligazioni “verdi”, con scadenza a due anni, ha come obiettivo la costruzione di 8 impianti per la generazione di energia da fotovoltaico.

## Attività
- Generazione energia rinnovabile (eolico e fotovoltaico)
- Vendita energia elettrica
- Vendita gas naturale
- Soluzioni per l’autoconsumo
- Efficienza energetica

## Dati salienti
Nel 2019: il fatturato è stato di 1.044 milioni di euro mentre l’EBITDA di 73 milioni di euro. L’energia fornita ammonta a 10TWh, la capacità installata è stata di 91MW, mentre la produzione (generazione) è stata di 365GWh; il numero di clienti ha raggiunto le 338.000 unità.